# Liste der Stolpersteine in Herbstein
Die Liste der Stolpersteine in Herbstein enthält die Stolpersteine, die im Rahmen des gleichnamigen Kunst-Projekts von Gunter Demnig in Herbstein verlegt wurden. Mit ihnen soll an die Opfer des Nationalsozialismus erinnert werden, die in Herbstein lebten und wirkten.

## Liste der Stolpersteine
| Name           | Adresse      | Bild | Inschrift | Verlegedatum | Biografie und Anmerkungen |
| -------------- | ------------ | --- | --- | ------------ | ------------------------- |
| Adolf Reiss    | Postberg 2 · | Bild gesucht Der Benutzer GeorgDerReisende ( Diskussion ) wünscht sich an dieser Stelle ein Bild vom Ort mit diesen Koordinaten 50.56172 9.34754 . Motiv: Postberg 2: die Stolpersteine für die Familie Reiss, die Lage und das Haus Falls du dabei helfen möchtest, erklärt die Anleitung , wie das geht. BW | Hier wohnte Adolf Reiss Jg. 1870 Gestapohaft 1942 Sachsenhausen ermordet 9.8.1942 im Zuchthaus Oranienburg      | 5. Sep. 2008 |                           |
| Antonie Reiss  | Postberg 2 · | Bild gesucht Die Wikipedia wünscht sich an dieser Stelle ein Bild vom hier behandelten Ort. Falls du dabei helfen möchtest, erklärt die Anleitung , wie das geht. BW | Hier wohnte Antonie Reiss Jg. 1901 Gestapohaft 1942 deportiert Ravensbrück ermordet 12.10.1942 in Auschwitz     | 5. Sep. 2008 |                           |
| Mathilde Reiss | Postberg 2 · | Bild gesucht Die Wikipedia wünscht sich an dieser Stelle ein Bild vom hier behandelten Ort. Falls du dabei helfen möchtest, erklärt die Anleitung , wie das geht. BW | Hier wohnte Mathilde Reiss geb. Seligmann Jg. 1882 Gestapohaft 1942 deportiert ermordet 12.10.1942 in Auschwitz | 5. Sep. 2008 |                           |